# Angel’s Feather
Angel’s Feather (jap. エンジェルズフェザー, Enjeruzu Fezā) ist eine japanische Erogē-RPG/-Ren’ai-Adventure aus dem Jahr 2005. Die Boys-Love-Geschichte wurde 2006 als Original Video Animation umgesetzt. Während das Spiel je nach Version mehr oder weniger explizite erotische Darstellungen enthält, beschränkt sich der Anime auf romantische Szenen.

## Inhalt
Shō Hamura (羽村 翔), ein guter Kendō-Kämpfer, kommt auf eine Privatschule für Jungs. Dort soll auch sein jüngerer Bruder Kai Misonō (御園生 櫂) sein, von dem er getrennt ist seit beide adoptiert wurden. Als er ihn endlich findet, streitet Kai ab Shō zu kennen. Während Shō versucht, Kais Erinnerungen an ihn zu wecken, lernt er neben seinem alten Freund Naoto Aoki neue Freunde kennen und bald auch eine geheimnisvolle Kraft, die in ihm schlummert. Auch alle anderen an der Schule haben besondere Fähigkeiten. Dies und das Schicksal Shōs und Kais steht im Zusammenhang mit einer magischen Welt namens Winfield.

## Produktion und Veröffentlichung
Das Spiel wurde vom Studio BlueImpact entwickelt und vom Publisher Studio e.go! am 25. April 2003 für den PC veröffentlicht. Am 11. März 2004 folgte eine um Sexszenen entschärfte Version für die PlayStation 2 und am 28. April 2005 eine Neuauflage für den PC auf DVD. Das Charakterdesign stammt von Kazue Yamamoto.

## Anime-Adaption
Das Studio Venet produzierte 2006 eine Anime-Adaption des Spiels, bei der Yasuhiro Kuroda Regie führte. Akiko Horii schrieb das Drehbuch und Ryotarou Akao entwarf das Charakterdesign. Die beiden 30-minütigen Folgen wurden als Original Video Animation veröffentlicht, die erste am 28. April 2006 und die zweite am 26. Mai 2006. 
AnimeWorks veröffentlichte eine englische Fassung des Animes. 

### Synchronisation
| Rolle                      | japanischer Sprecher (Seiyū) |
| -------------------------- | ---------------------------- |
| Shō Hamura                 | Hikaru Midorikawa            |
| Kai Misonō                 | Kappei Yamaguchi             |
| Kurisu (Christopher) Ōsaka | Chihiro Suzuki               |
| Naoto Aoki                 | Daisuke Kishio               |

### Musik
Der Vorspann des Animes wurde unterlegt mit dem Lied Rock Star von Kakihara Tetsuya und Hatano Wataru, für den Abspann verwendete man Last Song von Ishikawa Hideo und Suzuki Chihiro. Makoto Tokuchi war für die Hintergrundmusik der OVA verantwortlich.